# Sabah-namaz
Sabah namaz (sàbāh iz tur. od arap. ṣabāḥ : zora, rano jutro)  jedan je od pet propisanih dnevnih namaza u islamu. Spada u obvezne (farz) namaze. Svaki je punoljetni (u islamu se pod punoljetnošću podrazumijeva pubertet) muslimanski vjernik obvezan svaki dan, stalno, redovno i na vrijeme ispunjavati. Na hrvatskom jeziku se za ispunjavanje te obveze koristi riječ "klanjanje". Jedan od uvjeta za klanjanje namaza jeste klanjanje namaza u točno određeno vrijeme. Sabah namaz počinje od zore, odnosno prvog traka Sunčeve svjetlosti i traje do pred izlazak Sunca. Početak mu se oglašava ezanom, pozivom mujezina s minareta džamije. 